# Canton de Revel
Le canton de Revel est une circonscription électorale française de l'arrondissement de Toulouse, dans le département de la Haute-Garonne en région Occitanie.

## Histoire
Le canton de Revel est créé en 1790 sous la Révolution en même temps que les départements. Il est rattaché au district de Revel. En 1801, les arrondissements sont créés en remplacement des districts. Le canton de Revel est supprimé et ses communes viennent grossir le canton de Saint-Félix dépendant de l'arrondissement de Villefranche. En 1802, le chef-lieu de canton est transféré de Saint-Félix à Revel. Le canton prend à nouveau le nom de « canton de Revel ».
En 1926, l'arrondissement de Villefranche est supprimé et le canton est rattaché à l'arrondissement de Toulouse.

## Représentation

### Conseillers généraux de 1833 à 2015
| Période | Période      | Identité                   | Étiquette          | Qualité |
| ------- | ------------ | -------------------------- | ------------------ | --- |
| 1833    | 1842         | Laurent Isidore de Terson  |                    | Ancien officier, maire de Revel                                                                                              |
| 1842    | 1848         | Jean Joseph Roquefort      |                    | Propriétaire, maire de Revel, conseiller d'arrondissement                                                                    |
| 1848    | 1851         | Édouard Pontier de Laprade |                    | Propriétaire à Revel |
| 1851    | 1852         | Alexandre de Séverac       |                    | Capitaine d'artillerie, propriétaire à Saint-Félix-Lauragais                                                                 |
| 1852    | 1860         | Jean Joseph Roquefort      |                    | Propriétaire, maire de Revel                                                                                                 |
| 1860    | 1870         | Vincent Piccioni           | Centre droit       | Ancien bâtonnier des avocats de Bastia Maire de Bastia (1854-1858) Député de la Haute-Garonne (1863-1870)                    |
| 1870    | 1871         | Jean Get                   | Droite             | Négociant et fabricant de liqueurs, maire de Revel                                                                           |
| 1871    | 1873 (décès) | Comte Louis d'Auberjon     | Droite             | Grand propriétaire, député (1871-1873)                                                                                       |
| 1873    | 1886         | Jean Get                   | Droite monarchiste | Négociant et fabricant de liqueurs, maire de Revel                                                                           |
| 1886    | 1896 (décès) | Paul Antoine Sarrat        | Républicain        | Professeur à l'université, maire de Revel                                                                                    |
| 1896    | 1913 (décès) | Arthur Taussac (1844-1913) | Républicain        | Maire de Revel, conseiller d'arrondissement                                                                                  |
| 1914    | 1919         | Auguste Auriol             | Conservateur       | Avoué à Villefranche-de-Lauragais                                                                                            |
| 1919    | 1928         | Émile Séna                 |                    | Maire de Revel |
| 1928    | 1934         | Louis Bastié               | Rad.               | Négociant en bestiaux, propriétaire à Revel, conseiller d'arrondissement                                                     |
| 1934    | 1940         | Marius Audouy              | SFIO               | Conseiller municipal de Revel                                                                                                |
|         |              |                            |                    | |
| 1943    | 1945         | Félix Carrade              | Rad.               | Médecin Maire de Revel, conseiller d'arrondissement Nommé conseiller départemental en 1943                                   |
|         |              |                            |                    | |
| 1945    | 1973         | Roger Sudre                | SFIO puis PS       | Professeur Maire de Revel |
| 1973    | 1979         | Jean Ricalens              | PS                 | Médecin Maire de Revel, député suppléant de Maurice Andrieu (1973-1978)                                                      |
| 1979    | 2004         | Jean-François Lamarque     | PS                 | Instituteur Adjoint au maire de Revel député suppléant de Louis Lareng (1981-1986) puis de Lionel Jospin, Député (1988-1993) |
| 2004    | 2015         | Francis Costes             | UMP                | Éducateur scolaire Maire-adjoint de Revel                                                                                    |

### Conseillers d'arrondissement (de 1833 à 1940)
Le canton de Revel avait deux conseillers d'arrondissement.
Il appartenait à l'arrondissement de Villefranche-de-Lauragais jusqu'à sa disparition en 1926.
| Période                                  | Période          | Identité                                 | Étiquette   | Qualité |
| ---------------------------------------- | ---------------- | ---------------------------------------- | ----------- | --- |
| 1833                                     | 1848             | M. Durand                                |             | Adjoint au maire de Revel                                                                                   |
| 1833                                     | 1836             | Antoine Décadi Loup (1794-1872)          |             | Négociant, propriétaire, adjoint au maire de Revel                                                          |
| 1836                                     | 1842             | Jean Joseph Roquefort                    |             | Commandant de la Garde Nationale à Revel                                                                    |
| 1842                                     | 1848             | M. Bermond-Lacombe fils                  |             | Propriétaire à Revel                                                                                        |
|                                          |                  |                                          |             | |
| 1877                                     | 1883             | Jean-Pierre-Armand Fabre                 |             | Docteur-médecin à Saint-Julia                                                                               |
| 1877                                     | 1891 (décès)     | Auguste-Etienne-Emile Mondot (1841-1891) | Républicain | Propriétaire à Saint-Félix-Lauragais                                                                        |
| 1891                                     |                  | M. Lagarrigue                            |             | Propriétaire à Revel                                                                                        |
| 1883                                     | 1896 (démission) | Arthur Taussac                           | Républicain | Propriétaire, adjoint au maire de Revel                                                                     |
|                                          |                  |                                          |             | |
| 1919                                     | 1925             | Henri Thabaut                            |             | Propriétaire viticulteur à Pinsaguel, commune de Saint-Félix-Lauragais                                      |
| 1919                                     | 1926 (décès)     | M. Gros                                  | Radical     | Adjoint au maire de Revel                                                                                   |
| 1925                                     | 1931             | J. Escaffre                              | SFIO        | Maire de Roumens                                                                                            |
| 27 juin 1926                             | 1928             | Louis Bastié                             | Radical     | Négociant en bestiaux, Revel                                                                                |
|                                          |                  |                                          |             | |
| 1931                                     | 1937             | M. Barbaste                              | Indépendant | |
| 1931                                     | 1937             | Hippolyte Piquemal                       | Rad.ind     | Négociant à Revel                                                                                           |
| 1937                                     | 1940             | Félix Carrade                            | Radical     | Médecin, maire de Revel                                                                                     |
| 1937                                     | 1940             | Germain Noël                             | Radical     | |
| 1940                                     |                  |                                          |             | Les conseils d'arrondissement ont été suspendus par la loi du 12 octobre 1940 et n'ont jamais été réactivés |
| Les données manquantes sont à compléter. |                  |                                          |             | |

### Conseillers départementaux à partir de 2015
| Période élective | Période élective | Mandat | Mandat   | Identité                      | Nuance | Nuance | Qualité                                                                                 |
| ---------------- | ---------------- | ------ | -------- | ----------------------------- | ------ | ------ | --------------------------------------------------------------------------------------- |
| 2015             | 2021             | 2015   | 2021     | Gilbert Hébrard               |        | PS     | Agriculteur Ancien conseiller général du canton de Caraman maire de Vendine (1977-2022) |
| 2015             | 2021             | 2015   | 2021     | Marie-Claude Piquemal-Doumeng |        | PS     | Maire de Villefranche-de-Lauragais (2001-2020)                                          |
| 2021             | 2028             | 2021   | en cours | Gilbert Hébrard               |        | PS     | maire de Vendine (1977-2022)                                                            |
| 2021             | 2028             | 2021   | en cours | Florence Siorat               |        | PS     | Architecte, adjointe au maire de Saint-Pierre-de-Lages                                  |

### Résultats détaillés

#### Élections de mars 2015
À l'issue du 1er tour des élections départementales de 2015, trois binômes sont en ballottage : Gilbert Hébrard et Marie-Claude Piquemal-Doumeng (PS, 35,58 %), Marielle Garonzi et Louis Palosse (DVD, 27,45 %) et Olivier Lupion et Ghislaine Meyer (FN, 23,14 %). Le taux de participation est de 61,55 % (18 367 votants sur 29 841 inscrits) contre 52,11 % au niveau départemental et 50,17 % au niveau national.
Au second tour, Gilbert Hébrard et Marie-Claude Piquemal-Doumeng (PS) sont élus avec 47,53 % des suffrages exprimés et un taux de participation de 62,05 % (8 434 voix pour 18 509 votants et 29 831 inscrits).

#### Élections de juin 2021
Le premier tour des élections départementales de 2021 est marqué par un très faible taux de participation (33,26 % au niveau national). Dans le canton de Revel, ce taux de participation est de 42,56 % (13 524 votants sur 31 779 inscrits) contre 36,67 % au niveau départemental. À l'issue de ce premier tour, deux binômes sont en ballottage : Gilbert Hebrard et Florence Anne Siorat (Union à gauche, 54,99 %) et Pascale Ajac et Fernand Batigne (RN, 22,19 %).
Le second tour des élections est marqué une nouvelle fois par une abstention massive équivalente au premier tour. Les taux de participation sont de 34,36 % au niveau national, 36,26 % dans le département et 41,93 % dans le canton de Revel. Gilbert Hebrard et Florence Anne Siorat (Union à gauche) sont élus avec 74,95 % des suffrages exprimés (9 237 voix pour 13 326 votants et 31 784 inscrits),,. 

## Composition

### Composition avant 2015

Situation du canton de Revel dans le département de la Haute-Garonne avant 2015.

Le canton de Revel comprenait 13 communes.
| Nom                   | Code Insee | Codepostal | Superficie (km2) | Population (dernière pop. légale) | Densité (hab./km2) |
| --------------------- | ---------- | ---------- | ---------------- | --------------------------------- | ------------------ |
| Revel (chef-lieu)     | 31451      | 31250      | 35,31            | 9 341 (2012)                      | 265                |
| Vaudreuille           | 31569      | 31250      | 11,30            | 357 (2012)                        | 32                 |
| Roumens               | 31463      | 31540      | 3,57             | 260 (2012)                        | 73                 |
| Maurens               | 31329      | 31540      | 6,60             | 198 (2012)                        | 30                 |
| Mourvilles-Hautes     | 31393      | 31540      | 6,59             | 166 (2012)                        | 25                 |
| Bélesta-en-Lauragais  | 31060      | 31540      | 5,59             | 108 (2012)                        | 19                 |
| Juzes                 | 31243      | 31540      | 3,75             | 82 (2012)                         | 22                 |
| Vaux                  | 31570      | 31540      | 10,41            | 271 (2012)                        | 26                 |
| Montégut-Lauragais    | 31371      | 31540      | 7,72             | 473 (2012)                        | 61                 |
| Falga                 | 31180      | 31540      | 5,38             | 111 (2012)                        | 21                 |
| Saint-Félix-Lauragais | 31478      | 31540      | 51,88            | 1 311 (2012)                      | 25                 |
| Saint-Julia           | 31491      | 31540      | 11,46            | 365 (2012)                        | 32                 |
| Nogaret               | 31400      | 31540      | 4,00             | 73 (2012)                         | 18                 |

### Composition depuis 2015
Le nouveau canton de Revel comprend cinquante-neuf communes entières.
| Nom                           | Code Insee | Intercommunalité                | Superficie (km2) | Population (dernière pop. légale) | Densité (hab./km2) | Modifier                                    |
| ----------------------------- | ---------- | ------------------------------- | ---------------- | --------------------------------- | ------------------ | ------------------------------------------- |
| Revel (bureau centralisateur) | 31451      | CC Aux sources du Canal du Midi | 35,31            | 9 686 (2022)                      | 274                | modifier les données · modifier les données |
| Albiac                        | 31006      | CC des Terres du Lauragais      | 4,71             | 229 (2022)                        | 49                 | modifier les données · modifier les données |
| Auriac-sur-Vendinelle         | 31026      | CC des Terres du Lauragais      | 30,71            | 1 080 (2022)                      | 35                 | modifier les données · modifier les données |
| Aurin                         | 31029      | CC des Terres du Lauragais      | 7,49             | 340 (2022)                        | 45                 | modifier les données · modifier les données |
| Avignonet-Lauragais           | 31037      | CC des Terres du Lauragais      | 40,66            | 1 600 (2022)                      | 39                 | modifier les données · modifier les données |
| Beauteville                   | 31054      | CC des Terres du Lauragais      | 4,49             | 199 (2022)                        | 44                 | modifier les données · modifier les données |
| Beauville                     | 31055      | CC des Terres du Lauragais      | 6,06             | 170 (2022)                        | 28                 | modifier les données · modifier les données |
| Bélesta-en-Lauragais          | 31060      | CC Aux sources du Canal du Midi | 5,59             | 112 (2022)                        | 20                 | modifier les données · modifier les données |
| Bourg-Saint-Bernard           | 31082      | CC des Terres du Lauragais      | 16,60            | 1 109 (2022)                      | 67                 | modifier les données · modifier les données |
| Le Cabanial                   | 31097      | CC des Terres du Lauragais      | 8,47             | 468 (2022)                        | 55                 | modifier les données · modifier les données |
| Cambiac                       | 31102      | CC des Terres du Lauragais      | 7,74             | 228 (2022)                        | 29                 | modifier les données · modifier les données |
| Caragoudes                    | 31105      | CC des Terres du Lauragais      | 8,31             | 239 (2022)                        | 29                 | modifier les données · modifier les données |
| Caraman                       | 31106      | CC des Terres du Lauragais      | 30,19            | 2 487 (2022)                      | 82                 | modifier les données · modifier les données |
| Cessales                      | 31137      | CC des Terres du Lauragais      | 3,34             | 161 (2022)                        | 48                 | modifier les données · modifier les données |
| Le Faget                      | 31179      | CC des Terres du Lauragais      | 11,31            | 301 (2022)                        | 27                 | modifier les données · modifier les données |
| Falga                         | 31180      | CC Aux sources du Canal du Midi | 5,38             | 148 (2022)                        | 28                 | modifier les données · modifier les données |
| Folcarde                      | 31185      | CC des Terres du Lauragais      | 2,33             | 117 (2022)                        | 50                 | modifier les données · modifier les données |
| Francarville                  | 31194      | CC des Terres du Lauragais      | 7,00             | 185 (2022)                        | 26                 | modifier les données · modifier les données |
| Gardouch                      | 31210      | CC des Terres du Lauragais      | 16,31            | 1 360 (2022)                      | 83                 | modifier les données · modifier les données |
| Juzes                         | 31243      | CC Aux sources du Canal du Midi | 3,75             | 67 (2022)                         | 18                 | modifier les données · modifier les données |
| Lagarde                       | 31262      | CC des Terres du Lauragais      | 11,69            | 438 (2022)                        | 37                 | modifier les données · modifier les données |
| Lanta                         | 31271      | CC des Terres du Lauragais      | 30,12            | 2 269 (2022)                      | 75                 | modifier les données · modifier les données |
| Loubens-Lauragais             | 31304      | CC des Terres du Lauragais      | 6,47             | 454 (2022)                        | 70                 | modifier les données · modifier les données |
| Lux                           | 31310      | CC des Terres du Lauragais      | 7,59             | 341 (2022)                        | 45                 | modifier les données · modifier les données |
| Mascarville                   | 31325      | CC des Terres du Lauragais      | 5,27             | 181 (2022)                        | 34                 | modifier les données · modifier les données |
| Mauremont                     | 31328      | CC des Terres du Lauragais      | 5,63             | 333 (2022)                        | 59                 | modifier les données · modifier les données |
| Maurens                       | 31329      | CC Aux sources du Canal du Midi | 6,60             | 207 (2022)                        | 31                 | modifier les données · modifier les données |
| Maureville                    | 31331      | CC des Terres du Lauragais      | 9,90             | 295 (2022)                        | 30                 | modifier les données · modifier les données |
| Montclar-Lauragais            | 31368      | CC des Terres du Lauragais      | 3,62             | 245 (2022)                        | 68                 | modifier les données · modifier les données |
| Montégut-Lauragais            | 31371      | CC Aux sources du Canal du Midi | 7,72             | 407 (2022)                        | 53                 | modifier les données · modifier les données |
| Montesquieu-Lauragais         | 31374      | CC des Terres du Lauragais      | 24,75            | 1 035 (2022)                      | 42                 | modifier les données · modifier les données |
| Montgaillard-Lauragais        | 31377      | CC des Terres du Lauragais      | 11,12            | 689 (2022)                        | 62                 | modifier les données · modifier les données |
| Mourvilles-Basses             | 31392      | CC des Terres du Lauragais      | 4,58             | 80 (2022)                         | 17                 | modifier les données · modifier les données |
| Mourvilles-Hautes             | 31393      | CC Aux sources du Canal du Midi | 6,59             | 170 (2022)                        | 26                 | modifier les données · modifier les données |
| Nogaret                       | 31400      | CC Aux sources du Canal du Midi | 4,00             | 98 (2022)                         | 25                 | modifier les données · modifier les données |
| Prunet                        | 31441      | CC des Terres du Lauragais      | 4,66             | 149 (2022)                        | 32                 | modifier les données · modifier les données |
| Renneville                    | 31450      | CC des Terres du Lauragais      | 8,42             | 539 (2022)                        | 64                 | modifier les données · modifier les données |
| Rieumajou                     | 31453      | CC des Terres du Lauragais      | 3,77             | 137 (2022)                        | 36                 | modifier les données · modifier les données |
| Roumens                       | 31463      | CC Aux sources du Canal du Midi | 3,57             | 244 (2022)                        | 68                 | modifier les données · modifier les données |
| Saint-Félix-Lauragais         | 31478      | CC Aux sources du Canal du Midi | 51,88            | 1 255 (2022)                      | 24                 | modifier les données · modifier les données |
| Saint-Germier                 | 31485      | CC des Terres du Lauragais      | 3,74             | 120 (2022)                        | 32                 | modifier les données · modifier les données |
| Saint-Julia                   | 31491      | CC Aux sources du Canal du Midi | 11,46            | 417 (2022)                        | 36                 | modifier les données · modifier les données |
| Saint-Pierre-de-Lages         | 31512      | CC des Terres du Lauragais      | 7,20             | 887 (2022)                        | 123                | modifier les données · modifier les données |
| Saint-Rome                    | 31514      | CC des Terres du Lauragais      | 3,63             | 58 (2022)                         | 16                 | modifier les données · modifier les données |
| Saint-Vincent                 | 31519      | CC des Terres du Lauragais      | 3,07             | 213 (2022)                        | 69                 | modifier les données · modifier les données |
| La Salvetat-Lauragais         | 31527      | CC des Terres du Lauragais      | 3,66             | 149 (2022)                        | 41                 | modifier les données · modifier les données |
| Saussens                      | 31534      | CC des Terres du Lauragais      | 3,02             | 215 (2022)                        | 71                 | modifier les données · modifier les données |
| Ségreville                    | 31540      | CC des Terres du Lauragais      | 4,97             | 336 (2022)                        | 68                 | modifier les données · modifier les données |
| Tarabel                       | 31551      | CC des Terres du Lauragais      | 7,42             | 596 (2022)                        | 80                 | modifier les données · modifier les données |
| Toutens                       | 31558      | CC des Terres du Lauragais      | 4,86             | 430 (2022)                        | 88                 | modifier les données · modifier les données |
| Trébons-sur-la-Grasse         | 31560      | CC des Terres du Lauragais      | 10,87            | 493 (2022)                        | 45                 | modifier les données · modifier les données |
| Vallègue                      | 31566      | CC des Terres du Lauragais      | 4,18             | 505 (2022)                        | 121                | modifier les données · modifier les données |
| Vallesvilles                  | 31567      | CC des Terres du Lauragais      | 8,16             | 439 (2022)                        | 54                 | modifier les données · modifier les données |
| Vaudreuille                   | 31569      | CC Aux sources du Canal du Midi | 11,30            | 385 (2022)                        | 34                 | modifier les données · modifier les données |
| Vaux                          | 31570      | CC Aux sources du Canal du Midi | 10,41            | 308 (2022)                        | 30                 | modifier les données · modifier les données |
| Vendine                       | 31571      | CC des Terres du Lauragais      | 2,87             | 276 (2022)                        | 96                 | modifier les données · modifier les données |
| Vieillevigne                  | 31576      | CC des Terres du Lauragais      | 3,14             | 349 (2022)                        | 111                | modifier les données · modifier les données |
| Villefranche-de-Lauragais     | 31582      | CC des Terres du Lauragais      | 10,35            | 5 054 (2022)                      | 488                | modifier les données · modifier les données |
| Villenouvelle                 | 31589      | CC des Terres du Lauragais      | 7,95             | 1 470 (2022)                      | 185                | modifier les données · modifier les données |
| Canton de Revel               | 3113       |                                 | 595,96           | 42 552 (2022)                     | 71                 | modifier les données                        |

## Démographie

### Démographie avant 2015
| 1962  | 1968  | 1975  | 1982   | 1990   | 1999   | 2006   | 2011   | 2012   |
| ----- | ----- | ----- | ------ | ------ | ------ | ------ | ------ | ------ |
| 9 748 | 9 801 | 9 949 | 10 348 | 10 503 | 11 326 | 12 553 | 13 132 | 13 116 |

### Démographie depuis 2015
En 2022, le canton comptait 42 552 habitants, en évolution de +5,1 % par rapport à 2016 (Haute-Garonne : +8,02 %, France hors Mayotte : +2,11 %).
| 2013   | 2018   | 2022   |
| ------ | ------ | ------ |
| 39 152 | 41 376 | 42 552 |